# Јул мермер
Јул мермер је мермер метаморфозираног кречњака који се налази само у долини Јул потока, у планинама Вест Елк оф Kолорадо, 2,8 mi (4,5 km) југоисточно од града Марбл (Колорадо) . Први пут откривен 1873, каменолом је под земљом на надморској висини од 9,300 ft (2,835 m) надморске висине - за разлику од већине мермера, који се вади из отворене јаме и на много нижим висинама.
Локализована геологија створила је мермер који је 99,5% чист калцит, са зрнастом структуром која даје глатку текстуру, хомоген изглед и блиставу површину. Управо те квалитете изабране су за облагање екстеријера Линлолновог меморијала и разних других зграда широм Сједињених Држава, упркос томе што су скупље од осталих мермера. Величина лежишта омогућава вађење великих блокова, зато је мермер за Гробницу непознатих, са 56-long-ton (57 t), вађен је из Јул мермер-а.
Квалитет Јул долази по високој цени због трошкова каменолома у планинском окружењу великих висина. Овај изазов је проузроковао да су индустрија и град Мрамор пролазили кроз многа раздобља процвата и пропадања откад је вађење камена средином 1880-их, што је град учинио симболичним за економске флуктуације које су задесиле економију једне индустрије. Напредак технологије у експлоатацији машина и транспорта смањио је, али не и решио, проблем трошкова који утиче на пословање кроз садашњост.

## Геологија

### Развој
Силе које су створиле Јуле мермер разликују га од свих осталих америчких мермера. Настао је контактним метаморфизмом, за разлику од вермонског мермера и грузијског мермера, који су резултат регионалног метаморфизма, процеса који је више повезан са орогенијом и ерозијом планинских низова на регионалном нивоу. Тенесијски мермер није био подвргнут метаморфизму, тако да то није прави мермер, који је метаморфан . 
Процењујући пресек мермера, Амерички геолошки преглед утврдио је да је мермер омеђен изнад и испод неусаглашености . Овај недостатак конформног контакта резултирао је ранијим датумима кречњака као силуријанским, а не од тренутно прихваћеног Миссиссипиана . Недостатак усклађених граница у експозицијама дуж куполе Треасуре Моунтаин објашњава варирање пријављених дебљина у подручју каменолома западно од Јул потока од 166—239 ft (51—73 m) око 2,000 ft (0,610 m) југоисточно од каменолома. Монстација Пенсилваниан-а изнад ње била је аргилит јединица која је претворена у хорнфелс и кварцит . Стратиграфски испод Лидвилд је лежиште рожнаца девон перида члан доломита формације која је измењена метаморфизмом од нечистог силиката-богатог мермером и повремено серпентинског-лежишта мермера.
Јул мермер је метаморфна фација регионално расподељеног Лидвилд кречњака  из Мисисипске старости, депонованог пре 350 милиона до 324 милиона година. Лидвилд унутар подручја Јуле трансформисан је контактним метаморфизмом који се догодио током најновије еоценске и олигоценске епохе (пре 34 милиона до 28 милиона година) повезаних са упадом и подизањем оближњег гранитног купола Треасуре Моунтаин. Подизање куполе с благом планине нагнуло је кречњак од провале, што је резултирало да се мермерно лежиште под углом урања у планину.Мермерна јединица заједно са старијим и млађим суседним јединицама у долини Јуле има удар север-северозапад, паралелно са долином и променљивим намоцима од 35 до 50 степени на запад-југозапад. Овај локални контакт с топлотом и притиском провале вруће гранитне магме рекристализирао је Лидвилд кречњак у карактеристичан бели мермер. Иако је Лидвилд кречњак покривао стотине квадратних миља и био домаћин руде у рударском округу Лидвилд, долина Јуле потока је једина позната локација мермера у региону. Кад се магма охладила, кристализирала се у гранит.
Ова локална геолошка активност резултирала је типом мермера који је 99,5% чисти калцит, са траговима не-калцитних инклузија (углавном кварца ), а има густину од 170 lb/cu ft (2.700 kg/m3). Некалцитне инклузије настале су продором дуж шавова створених подизањем куполе, а не метаморфним контактом с уздигнутом куполом. Иако се мермер налази на обе стране потока, једини видљиви мермер је 1 mi-long (1,6 km) шав данашњег каменолома на западној страни Јул потока. 

#### Временска линија
Развој Јул мермера стављен је у контекст геологије Колорада показујући прелазак времена од најранијих стенских јединица до данас са „Га“ = милијардама година пре и „Ма“ = милионима година раније.
| Почетак | Крај   | Геолошка активност |
| ------- | ------ | --- |
| 1.78Га  | 1.65Га | Колорадо облици (старост најстаријих изложених стена до данас). |
| 350Ма   | 324Ма  | Кречњачки камен се створио у плитком, топлом мору које је прекрило Централни Колорадо акумулацијом калцита из остатака морског живота. Данас тај кречњак, који је постао Јул мермер, износи 9,300 ft (2,835 m) надморске висине. |
| 300Ма   | 248Ма  | Древне стене почињу и пропадају. Град Мрамор био је смештен на ивици стене. Кречњак је одстрањен ерозијом, а остатак је покопан до пре 72 милиона година. |
| 248Ма   | 70Ма   | Подручје је била равна обална равница над којом су лутали диносауруси, а током каснијег дела било је прекривено још једним плитким морем. |
| 72Ма    | 40Ма   | 1. од 3 успона ( ларамидна орогенија ) данашњих стена, али делимично еродира. |
| 34Ма    | 28Ма   | 2. од 3 успона данашњих стена. Вулканска активност са упадима магме која се гура одоздо кристализирала је вапненац у мермер. Кад се магма охладила, кристализирала се претварајући се у гранит. Притисак према магни према кречњаку према горе резултирао је да се мермер нагиње према горе и пробија се од продора, стварајући 7 миља пречника планинске куполе. Град Мрамор лежи на ивици куполе. |
| 25Ма    | 5Ма    | Облици минералног појаса Колорадо |
| 10Ма    | Поклон | 3. од 3 успона стена - Колорадо |

### Карактеристике
Зрно Јул мермера даје изглед глатке текстуре, хомогеног изгледа и светлуцаве површине која добро полира. Управо због ових квалитета изабран је за бројне главне државне и државне знаменитости, пре свега Линколн Мемориал . Због своје естетске вредности, архитекта Хенри Бацон успешно је позвао да се он користи за облагање целокупне спољашности Меморијала, иако је био најскупљи материјал. 
Укупна конфигурација зрна је мала, неправилног облика, углавном једнака димензијама до благо издужених са неправилним ивицама и не разликује се значајно у различитим квалитетима (у 1992). Рубови зрна калцита дубоко су одрезани (неправилно и ситно исечени и љускави). Величине зрна углавном се крећу од 0,1   мм (0,00393)   ин) до 0,6   мм (0,0236)   ин), што је одређено скенирањем слика електронским микроскопом . На квадратном центиметру има 2.000 до 3.000 зрна (0.1550 квадратних инча). Тамо где је мермер у директном контакту са интрузивним гранитом, најконзистентнија промена у мермеру је да постане изузетно зрнаст, а величина зрна у контактној зони 10   мм до 20   мм (0,3937–0,7874)   инча). Зрно је заузврат чврсто спојено у облику слагалице, формирајући кристале који су поређани тако да су дуге осе зрна у основи окомите на главну вену у лежишту.
Када се мермер распадне, узрок је слаба граница између зрна која допуштају води или растворима да продру у мермер. Како вода улази, зрна калцита лагано се растварају, а отвор између зрна проширује. С временом, како се отвори за зрно шире, ивице постају глатке, а зрно се заокружује. Како површинска зрна постају округла, отпуштају се и падају са површине камена. Будући да је Јул мермер фино зрнаст чврсто везан, вероватно да вода неће реаговати тако брзо као са грубим зрнастим мермером од лабаве текстуре. Такорене, кресулиране границе кристала Јул Мраморна могу да објасне отпорност на временске утицаје, јер размаци изме бетвеену зрна морају бити довољно проширени да ослободе суседне кристале.
У зрно су укључене интрузије (некалцитни материјал) који се не разликују значајно у четири категорије; тестови крајем деведесетих потврдили су да је 1910. износио 0,5%. Сталне инклузије у свим Јулсима су магнезијум оксид (МгО), манган оксид (МнО), гвожђе оксид (ФеО) и стронцијев оксид (СрО), док се друге инклузије разликују овисно о локацији каменолома. Укључивања су у четири групе: кварц (најзаступљенија и сива боја); мусковит ( лискун, јавља се у облику танких златних линија и пруга, а јавља се и са кременом у облацима сиве боје помешаним са смеђим); пољски шпар (са већом величином зрна 0,591)   инча (15)   мм) до 1,337   инча (35)   мм) и сиве боје, али мање прозирне од укључења кварца); и пирит . Остали мање инклузије су стене, апатита, циркона и сфалерита . Пример утицаја на укључивање је просирење злата, резултат гвожђа или мангана, који се и данас вади.
Када се упореде физичке карактеристике Јул мермера са другим америчким мермером, резултати су приближно исти за опште карактеристике тежине, тврдоће, специфичне тежине, порозности, апсорпције и коефицијента топлотног ширења . У својствима чврстоће, својства Јул мермера су нижа од већине осталих мермера због чврстоће на притисак и попречне чврстоће, али нису неразумно ниска. За уобичајену употребу, камен чија је чврстоћа на притисак 5000   фунта по квадратном инчу је задовољавајућа. Резултати испитивања од 1913. до 1937. кретали су се у распону од 6,694 до 10,195 фунти по квадратном инчу (471 до 717)   кг по квадратном цм); у 1996. години резултати су били 14,874 (1,046   кг по квадратном цм).

### Каменолом
Иста геологија која је створила мермер створила је и низ проблема у каменолому. Вађење у овом окружењу с великим висинама са стрмим падинама, дубоким снегом и тобоганима од снега-блата је толико скупо да напредак технологије није успео савладати изазове. Ови фактори ограничавају периоде рада и количину мермера која се може срушити из каменолома. У раним годинама недостатак транспорта да се довољно камена пресели из Мрамора повећавао је потешкоће. Проблем са превозом у великој мери је ублажен појавом железнице (1906. до 1941), а друмом и камионом од 1990. године. Стопе резања данашње опреме много су брже од технологије из 1911. године.
Смештен дуж и изнад источне и западне стране Јул потока, са надморске висине од 9,000 ft (2,743 m) до 9,500 ft (2,896 m) било је пет каменолома, од којих је данас отворен само један са западне стране. Они са запада били су најпродуктивнији из каменолома Јохн Осгоод (врста јама је започела раних 1890-их), а данашњи каменолом је 1905. покренула Колорадо-Јул мермерна компанија унутар планине. Каменолом источне стране, који су 1904. године покренула браћа Страусс, каменолован је унутар планине Вхитехоусе. Већина каменолома мермера у свету данас су операције јама, као што је Карара, Италија . Количина Јул мермера преостала за вађење требало би да траје стотинама година.
Употреба Јул мермера нарасла је кроз неколико периода процвата и разбијања од локалног до националног, а данас је међународна. Прва већа употреба била је у згради Капитола државе Колорадо 1895. године. Јул мермер из каменолома између 1907. И 1941. могу се наћи у банкама, маузолејима, библиотекама, школама, хотелима и владиним зградама  од западне обале (Сијетл на југу до Лос Анђелеса) до источне обале, укључујући небодер Екуитабле Буилдинг у Њујорку. Димензија лежишта омогућава каменовање великих блокова, због чега је Јул мер изабран за Гробницу непознатих (Гробница непознатог војника) на Arlington National Cemetery . 1931. године блок од 56 тона (55,86 метричких тона) за одсек (на којем су исклесани шест венаца, три грчке фигуре и натпис) био је највећи појединачни комад мермера икад извађен у то време. Данас се мермер углавном испоручује у Италију да би испоручио произвођаче фабрика широм Европе. Блокови такође иду у Саудијску Арабију, Перу и друга међународна тржишта у развоју. Готови мрамор користи се за плочице и плоче (зидови, плоче итд. ).
Како је мермерна индустрија кружила, економија града, која се заснивала на једној индустрији, такође је осцилирала. У исто време, да Мрамор није учинио прелаз од свог порекла као рударског града до каменолома Јул мермер-а, град би умро, као и други руднички градови Колорада, попут оближњег Кристала и Сцхофиелда.

#### Стање стене
Дана 9. марта 2004. године, Јул мермер је постао званични државни камен Колорада. Именовање је резултат молбе извиђачке групе 357 из Лакевоод-а, Колорадо  Генералне скупштине Колорада, која је заузврат усвојила предлог закона који је потписао гувернер Билл Овенс (Р).

## Откривено: 1873. до средине 1880-их
Јул мермер је у пролеће 1873. године открио у долини Кристалне реке геолог Силвестер Ричардсон. Георге Јул (по коме је мермер касније назван) био је истражитељ који је "поново открио" мермер 1874. године. Исте године, непозната особа узела је неки мермер - од кога су направљени полирани узорци - и појавила се у Денверу, али није успела да изазове интересовање. Мермер је поново изгубљен, а поново је откривен 10 година касније, али опет случајно. У то време, истражитељи су копали на планини Вхитехоусе  сребро и злато када су наишли на куполу планинског блага и дебелог мермера. Овог пута започела је транзиција која је град одмакла од рударства до каменолома мермера за вађење, мада су неки локалци још увек били укључени у рударство 1910. године. Транзиција је омогућила граду да опстане, док су оближњи градови, попут Кристала и Скофилда, постали град духова . Град је и даље био једноиндустријска економија, а његова будућност услиједила је након рада с мрамором.

## Први каменоломи долазе и одлазе: 1884 до 1905
Локални рудари никада нису имали капитал за развој каменоломе мермера и 1890-их су почели са продајом мермера:
- Колорадо мермер и рударство је основан 1891. године, Стевен Кеене са капиталним улогом од 1.000.000 УСД. Године 1909. закуп је пренесен у Монарцх Мермер, 1921. године у Колорадо Компани Вхите Марбле Компани (Црква Морман у Миссоурију), а 1926. године нема посла. Покушали су да се поново покрену 1937. године, али нису били у могућности.
- Кристалну земљу и развој формирао је 1892. године Јохн Ц. Осгоод и почео се вадити исте године каменоломом на западној страни Јул Цреека. Осгоод је такође био председник горива и гвожђа у Колораду, са великим операцијама угља и кокса у Редстон(Колорадо) 12 mi (19 km) од града Мрамор. Крајем 1890-их основао је компанију Јуле Creek White Marble, коју је 1905. реорганизовао у Редстоне Марбле. Реорганизација није резултирала никаквим каменоломом и компанија је 5. септембра 1917. остала без посла.
- Компанија за каменоломе мрамора основана је 29. септембра 1893. године, др РХ Клине. Депозит мермера продат је 28. фебруара 1905. Цханнинг Меек-у и компанија је распуштена.
- Кристална речна мермерна компанија основана је 12. априла 1904. године од стране браће Страусс. Каменолом је био на источној страни Јул потока унутар планине Треасуре. У прилог њиховој операцији довршили су планинску железницу Трезора у августу 1910. године. Имали су малу производњу мермера без већих уговора и банкротирали су 1917. године.[3]

Иако боље финансиране, нове компаније имале су мало успеха упркос растућем интересу за Јул мермером генерисан сјајним резултатима тестова из Лондона (1887), изложбе у Ст Лоуису (1890) и изложбе у Чикагу (1893). Компаније су имале различите степене развоја и успеха, јер је каменолом Јохн Осгоод 1895. године добио главни уговор о снабдевању 140,000 sq ft (13,0064 m2) мермера за нови државни град у Денверу, Колорадо. Након овог почетног успеха, Осгоод или друге две компаније су постигле малу производњу. Операција Осгоод била је добро финансирана, али чак су га мучили и проблеми везани за развој и управљање каменоломом у долини Јул потока. Такође, недостатак транспорта да се довољно камена пресели из Мрамора додатно је отежао потешкоће. Узето заједно, ови фактори су резултирали високим трошковима пословања који нису могли бити покривени мермерним приходима. Проблеми са високим трошковима такође би утицали на следећи каменолом и његове операторе до данас.
Године 1905, догодио се још један велики трансфер закупа, уз куповину новоформиране компаније Мрамор из компаније Колорадо-Јул (ЦИМЦ). Прво је Цханнинг Меек  купио мермерне наслаге компаније Марбле Цити Куарри Компани 28. фебруара 1905. Он је с друге стране продао депозите новооснованом ЦИМЦ-у 11. априла 1905, А потом постао председник ЦИМЦ-а. Депозит мермера који је постао каменолом ЦИМЦ-а набављен је 14. новембра 1905. од Осгоода. (Осгоод никад није вадио мермер због финансијских проблема. ) Будући да три преостала каменолома нису имала више производње која би могла говорити о овоме, остаје само каменолом који је ЦИМЦ покренуо 1905. 

## Примарни каменолом: 1905 до данас
Када је Колорадо-Јул мермер Компани (ЦИМК) стигао у Марбле 1905. године, развили су последњи каменолом Јул мермер, који се и данас производи. Операција је показала неиспуњено обећање из претходних 20 година с 10-годишњим процватом у којем је мермер испоручен на источну и западну обалу с уговорима који су достигли милион долара. Мермерни бум такође је резултирао градом Мрамора. Иако је ЦИМК превазишао неке проблеме у каменолому током претходних 20 година, друге потешкоће на крају су довеле до њиховог банкрота у априлу 1917. Накнадне операције од 1922. до 1941. године биле су у много мањем обиму, са неколико различитих оператора и драматичним флуктуацијама у каменоломима до следећег попрсја крајем 1941. Након скоро 50 година, каменолом је поново отворен у септембру 1990. године. Проблеми транспорта мермера из града из 1905. године у великој мери су решени (цестом и камионима), али високи трошкови рада у планинском окружењу и данас постоје, а било је неколико промена оператора са последњом у 2010. години.

### Интегрисана операција: 1905 до 1941
Каменолом је био део интегрисане операције коју је ЦИМК створио током 1905. до 1907. године, а задржали су је следећи оператери све док се каменолом није угасио 1941. године. Једном када је мермер изашао из каменолома, спуштен је на ЦИМК транспорт ради кретања до Мрамора, силазак од 1,300 ft (0,396 m) преко 3,9 mi (6,3 km) са оценама до 54% (17% почев од 1910). У Мрамору, камен је ушао у огромно место ЦИМК-овог млина и претворен је у различите готове предмете. Место је било 150 ft (46 m) стопала у својој најшој тачки и готово 1,400 ft (0,427 m) дугачак под једним кровом, укупне површине 108,000 sq ft (10,0335 m2). (Била је то највећа оваква операција на свету. ) Готови мермер је пресељен у железничке вагоне железничке пруге Кристална река и Сан Хуан (ЦР&СЈ) коју је изградио ЦИМК ради отпреме у целој земљи.
Изградњом ЦР&СЈ решен је главни проблем не одрживог транспорта да би се велике количине камена пребациле из Мрамора. У новембру 1906. године ЦР&СЈ је завршио 6 mi (10 km) железничка линија од Мрамора до Плацита, где се повезала са железницом Кристалне реке (ЦРР). (Да би подржао своје операције угља и кокса у области Редстоне, Осгоод је започео изградњу линије ЦРР крајем 1890-их из Карбондејл (Колорадо) према југу, стигавши до Редстона у јуну 1900. године. Почетком 1900-их линија је стигла до свог крајњег одредишта Плацита. ) 1910. ЦР&СЈ је добио право на рад на ЦРР линији до Карбондеј-а, 28 mi (45 km) од Мрамора. Железница је такође повећала ефикасност снабдевања радом изван долине Кристалне реке. Становници града железницу су користили за превоз са депоом на локацији млина. У каснијим годинама, стока је из железничке пруге превођена из долине Кристалне реке.
Развојем интегрисане операције такође је створен велики дуг који је директно довео до стечаја у јулу 1916. и банкрота у априлу 1917. Иако је потрошња створила операцију користећи најбољу опрему и била је технички ефикасна, компанија није била у могућности да врати дуг мермерним приходима због високих оперативних трошкова. До 1913. године ЦИМК је био у финансијским проблемима када је почетком 1913. одобрен кредит од 1,868,000 УСД и коришћен за рефинансирање дуга.

### Конфигурација

#### Спољашност
Развој 1905. започео је прво од три отвора за каменоломе са бројем 2 из 1905. године. Када је почело сечење каменолома 2, нико од радника није хтео да виси на ивици литице, седећи на дрвеној клупи, прикаченој за надземни зид. Тако је председник компаније, Чанинг Мек, дошао до каменолома, сео на дрвену клупу, спустио се изнад обронка планине и почео да сече мермер. После тога ниједан радник није одбио да пређе преко стране и сече мермер. Каменолом 2 пратили су бр. 3 1907. И 1 бр. 1912. Почиње четврто отварање са леве стране # 3 (ван погледа), али није постало каменолом.
За управљање каменоломима, око спољашње стране каменолома грађене су структуре за различите функције. Дрвени штапићи били су смештени изнад и изнад отвора за подизање блокова из каменолома. Котловница (која пружа струју паре за каменоломе) била је последња већа додатак (друга зграда десно од отварања 2). Испред котларнице је електрична дизалица од 50 тона (49.875 метричких тона), а електрична кућица с дизалицом је десно од котларнице. Испод подручја котларнице у дну фотографије је грашка (колица са витлом на шинама) која се користи за кретање мермера из каменолома до утоварне станице удаљене неколико стотина метара, где су постављени вагони за превоз до место за млин. Постоје и други објекти десно од отварања 1; компресорска кућа, машинерија и кућа за спавање. Да би обезбедила потребну електричну енергију, компанија је изградила хидроелектране са генераторима смештеним источно од градских граница и довршена у јулу 1907.
До 1914. године конфигурација каменолома је прошла кроз неколико промена, али од тада је остала углавном непромењена до гашења у 1941. години. Неколико зграда које се налазе десно од отвора 1 премештено је у отвор 3, као што су машинска продавница (прва зграда са леве стране од отвора 2), канцеларије (са леве стране машинске радње) и компресорска кућа (прва зграда са десне стране отвора 2 и лево од котларнице). Пансион (који се не види десно од отварања 1) такође је пресељен. 1910. довршен је нови систем како би се камен из каменолома спуштао до млина за завршну обраду у граду Мрамор. Два висока дрвена решетка (један на левом отвору 2 и други на источној страни Јул потока) висио је са 880 ft (270 m) дугачак кабл. Електрична дизалица од 50 тона (49.875 метричких тона) причврстила је блок за кабл за спуштање мермера од 225 ft (69 m) до нове утоварне станице и на железнички аутомобил (на стандардној трачници) који је вукао нови електрични трамвај завршен 1910. године. Електрични трамвај замијенио је винову лозу. После затварања у октобру 1941. године, унутрашња опрема је уклоњена и дрвене конструкције су се распадале.
Када је каменолом поново отворен 1990. године, функције претходних структура које су биле потребне налазиле су се у каменолому. Једине грађевине које су остале од пре 1942. године јесу две кабловске спојнице. Једна од већих измјена литице 1990. године била је минирање тунела од 16 до 16 стопа (4,9 на 4,9 м) за приступ унутрашњости каменолома. Данас је мермер натоварен на камион унутар планине и истјеран ван.
У раним годинама у каменолому је било три одвојене пећине унутар мермерне формације. До 1914. тунел је повезивао три пећине. Како се каменолом спуштао даље у мермер, три пећине су се на крају спојиле у једну. Каменолом мермера сличан је рудницима угља и другим подземним рудницима којима је потребно да стално црпе воду. Мермерном прашином која се ствара од сечења, под је прекривен мермерним блатом. Унутрашња температура обично варира од највише 20 °F (12)  °C) у опсегу од 20—40 °F (−7—4 °C) , иако су температуре достигле од −40 °F (−40 °C) до 49 °F (9 °C) 

### Радници: 1908 до 1917
Број људи који раде у каменолому варирао је од 57 у 1910. години до максимума током процвата 1905-1917. Године око 125. (Данас тај број варира између 15 и 20. ) Попис из 1910. године показује да је већина особља у каменоломима рођена у Америци, иако је на локацији млина запослено више радника италијанског порекла. Попис из 1910. године регистровао је 57 радника у каменоломима са 50 Американаца, 4 Италијана, 2 Немаца и 1 Аустријанца. У млину за мермер је запослено 291 особа, од којих је 110 било Американаца, а 120 рођено у Италији. Као страна напомена, од 481 становника града који су запослени 1910. године, 326 (66%) је радило у мермерној операцији.
Локација пребивалишта показала је само неколико радника који су живели у Мрамору; Попис становништва 1910. тамо је евидентирао 14 запослених у каменоломима, а остали су живели у граду Курира. Изграђен од стране ЦИМК-а, град Quarry настао је убрзо након новембра 1908. као насеље цинка и барака, западно и северно од каменолома 1. Изграђена је ради ублажавања несташице станова проузрокованих запошљавањем више радника за први велики ЦИМК уговор, кућу округа Цуиахога, у Цлевеланду, Охио. Иако је намијењен самохраним мушкарцима, попис становништва из 1910. године забиљежио је 66 становника, од којих су 44 били мушкарци, 9 су биле жене, а 13 су била дјеца. У зимском периоду, становници града курира скијали би до рудника, а затим би се враћали држећи се електричним трамвајем који се успињао до каменолома (рана жичара у Колораду). Град каменолома напуштен је након што је каменолом затворен 1941. године, а данас је остало само неколико остатака који се налазе иза ограде каменолома.
Пуњење је почело када је Мрамор пресушио након што су бирачи 3. децембра 1908. Компанија је подржала компанију јер је пијанство утицало на операцију. Забрана је оставила раднике у Куарри Товн-у и људе у Мрамору без затвореног пића (град Редстоне био је 12 mi (19 km) ). За оне који купују алкохолно пиће од кладионица није било законских брига јер је закон само протузаконито продавао или поклањао алкохол; није била илегална куповина алкохола.
Плате су у овом периоду постале извор сукоба. Године 1909. Дневне зараде су се кретале од 5 до 8 долара, али није било обезбеђено прековремено радно време. Током Велике депресије 1930-их, зарађивали су 40 центи на сат. Штрајк је трајао три месеца, по је 4. августа 1909. године, а већ наредног дана радници каменолома почели су да се придружују. Штрајкачи су тражили 8-сатни дан, време и по за продужетак, а у недељу двоструко. Руководство компаније брзо је добило подршку јавности. До септембра само је 20 људи радило у млину, а још мање у каменолому. Штрајк је трајао до 2. новембра, а радници су се враћали на посао са смањеним платама. Комплетне операције настављене су у року од недељу дана.
Грађанска пажња радника и компаније демонстрирана је њиховим донацијама за изградњу мермерне католичке цркве Цолумбус у Мрамору (у Парк улици, између Западне улице 3 и Западне ИИ улице). Компанија је давала мермер и радницима време да их каменоломе и секу и граде цркву. Темељ је постављен и 1912. одржана је церемонија камен темељац. Међутим, каменолом је престао у августу 1912. године, када је председник компаније Цханнинг Меек умро од повреда задобијених у несрећи електричног трамваја на путу каменолома, а његов наследник није желео да настави донацију мермера. Данас је већи део темеља још увек присутан, као и кабина преко пута десно.

### Методе вађења

#### 1905 до 1916
Технике вађења руде измењене су средином 1880-их, а експлозија је замењена опремом за бушење и резање. Рудари су били упознати са експлозивом, плус нису имали капитал за машине. Машина је смањила отпад јер је минирањем оштећено доста околног мермера.
Сечење блока укључивало је машину за усмерање канала(која се састоји од неколико чепова за бушење и напаја се електричном енергијом или паром) која је вршила вертикалне рупе одозго према доле. Дно је исечено бушењем хоризонталних рупа. Блок је затим ослобођен са обронка планине уметањем клинова у хоризонталне рупе, затим убацивањем перја док се блок није ослободио. Понекад се зими у рупе сипала вода за смрзавање,која би разбила блок.. Понекад би жица за резање каменолома унутар каменолома пресекла у појединачне блокове пре него што је извађен.
За подизање из каменолома било је потребно направити рупу кроз блок да би се могло уметнути уже који би подигло блок,тако да би се остала ужад могла прикључити за подизање блокова из каменолома. Подизање је изведено дрвеним решеткама изнад каменолома и изван њега или електричном дизалицом од 50 тона ако се ради у каменолому 2 (који је био каменолом 3 током периода процвата од 1905. до 1916).
Једном када су изашли из каменолома, блок је премештен на утоварну станицу ради транспорта до места млина. Прва метода (1906 до 1909) користила је електричну дизалицу од 50 тона, која је спустила блок доле и на колица која се вршила са каблом Пеа Вине. Потом се колица пребацила на шинама са падовима до 54% до утоварне станице где је блок пребачен у вагон за вучу до места млина. Вагоне су прво вукле екипе четири коња, а затим 1908. парним трактором од 110 коњских снага који је претходно коришћен за сечу. Пут до места млина саградио је 1890-их Јохн Осгоод до свог каменолома, који је био одмах испод каменолома ЦИМK-а. До 1910. метода се променила 50-тонским дизалицом за причвршћивање блока на надземни кабл за спуштање 225 ft (69 m) до нове станице за утовар. Овде је блок постављен на теретни аутомобил за вучу електричним трамвајем (који је дизајнирао Генерал Елецтриц) на железничкој прузи стандардних колосека до града Мрамор и до налазишта млина. Електрична енергија за погон трамваја долази из хидроелектране изграђене од стране ЦИМK-а која се налази источно од града.
Стигавши до места млина, мермер је прешао у експанзивни млин за завршну обраду који је ЦИМK изградио од 1907. до 1910. године. На његовом најширем месту место млина је било 150 ft (46 m) и скоро 1,400 ft (0,427 m) дугачка 108,000 sq ft (10,0335 m2) (највећи завршни млин на свету под једним кровом). Овде се мермер претворио у разне предмете за испоруку широм земље.

Испоруку готовог мермера извршили су Кристална река и Железница Сан Хуан (створени од стране ЦИМK и завршени новембра 1906). Железничке пруге биле су паралелне са местом млина и мермер је ваљан на колицима испред зграде млина и у шина. У неким продавницама железничке вагоне доведене су у продавницу ради утовара. Компанија железница је тада превозила мермер 28 mi (45 km) северно до Карбондала у држави Колорадо, где су аутомобили повезани са другим железничким возовима.
- Машина за усмеравање (низ бушилица) за прављење вертикалних рупа у мермеру. Позадински блок се поставља за подизање из каменолома.
- Мермерни блок се ломи с планине полугом. Рупе су избушене и перје-клинови убачени у рупе.
- Мермерни блок који виси са 50-тонских електричних дизалица биће пренесен на носач (десно).
- Парни трактор снаге 110 КС који доводи мермер до места млина (са десне стране моста преко Кристалне реке). Задњи трактори су високи 8 стопа.

#### Данас
Методе сечења блока могу се разликовати зависно од формирања и других фактора, али обично укључују три врсте тестере (жице и два типа ланца од којих су све три у облику дијаманта). Уобичајени приступ започиње хоризонталним резом на дну након чега се убацују метални ваљци (на којима се блок треба одмакнути од планине након што су све стране исечене). Следи рез са задње стране са жицом за праћење, а затим ланчане тестере за резање вертикалних страна. Затим се поставља метална кеса иза задњег дела и напуни водом, која гура блок даље од стене (на металним ваљцима). Блок је затим монтиран за подизање виљушкаром и постављен на теретни камион и избачен са планине и доле до места почивања на основу места старог млина. Када се 1990. отворио каменолом, 16 by 16 ft (4,9 by 4,9 m) од 16 by 16 ft (4,9 by 4,9 m) тунел је пробушен кроз планину и у унутрашњост каменолома како би се омогућило извожење мермера из каменолома.
Данашње стопе сечења су у много фактора веће него 1911. године, када се понекад користила тестера за жице пре уклањања блока. Године 1911. таква тестера је нова технологија и имала је рез од око 2 in (51 mm) сат. Савремена тестера за жице или ланце може пресећи више од 50 in (1.300 mm) у исто време.

### Операције
До јула 1907. Завршена је почетна изградња каменолома и остатка система, али се и раније пошиљао мрамор, али само у малим количинама и рекламним комадима. Први велики уговор склопљен је крајем октобра 1907. Године за испоруку мермера вредног 500 000 долара за кућу суда округа Цуиахога у Кливленд и започео је процват каменолома. Упркос повећаном каменолому, компанија је до 1913. године била у финансијским проблемима због огромног покретачког дуга и високих оперативних трошкова који нису створили довољно прихода за плаћање дуга. Зајам од 1.868.000 долара добијен је почетком фебруара 1913. године и коришћен је за рефинансирање дуга. Упркос финансијским потешкоћама, и даље су стизали први уговор од милион долара за компанију Equitable Buildingу Њујорку, августа 1913. за мермер од 1.200.000 квадратних метара (110.000 m²) мермера.
Како је каменолом бујао, тако је и град достигао врхунац свог становништва од 1912. до 1914. године од 1.400 до 1.500 становника, укључујући и велики број квалификованих италијанских мермерних радника, већина њих насељена на локацији млина. Постоје две новине, три хотела, биоскоп, салон за сладолед, пет ледених кућа и девет штала међу осталим предузећима. У јануару 1910. године премијерно је приказан филм у Мермеру, " Беар Хунт ин тхе Роцкиес " Едвина Стантона Портера, режисера филма о великој пљачки из 1903. године.

##### Линцолн Мемориал: март 1914 до јун 1916
Одабир мермера за спољашњост био је такмичарски поступак, а пет узорака поднето је Линцолн Мемориал Цоммиссион на разматрање; три из Грузије (Цхерокее, Јужна и Амицалола), једна из Вермонта (Дорсет Вхите) и Јул мермер. Од узорака меморијални архитекта Хенри Бацон хтео је да користи Јул мермер упркос већим трошковима, јер је камење „белина и осетљива жила“ поставило „изнад било којег белог мермерног изгледа по изгледу који сам видео овде или у иностранству“. Комисија за памћење изгласала је 26. септембра 1913. године уговор о мермеру за Јул мермер, али ствар није решена. Остали понуђачи уложили су приговоре због Јул квалитета, способности каменолома потребне количине и његове трајности. Пуковник ВВ Хартс, официр америчке војске инжењер задужен за јавне просторије и надгледник пројекта, наредио је геологу Георгеу Перкинсу Меррилл да утврди одлуку. Након што је посетио каменолом, Меррилл је закључио да је Јул мермер испунио потребне захтеве. Ипак, ратни секретар Линдслеи Гаррисон позвао је на тестирање од стране Бироа за стандарде који су дали позитиван извештај о употреби Јул мермера. Такође је 17. јануара 1914. послао писмо Комисији ликовних уметности Сједињених Држава о употреби мермера Јул, а одговор је послан пет дана касније који је у поређењу са осталим мермерима предатим на разматрање Јул „првенствено се уклапају у структуру лика Линколновог меморијала ". Уговор за Јул мермер додељен је 14. марта 1914.
Уговор је био најскупљи и најзахтевнији у историји Јул мермера са 1,080,000 УСД. Мермер је изашао из каменолома 3, при чему је прва пошиљка напустила Мрамор 25. маја 1914. године, а последња 16. јуна 1916. године. Високи стандарди резултирали су високом стопом одбијања, али уговор је закључен 5 месеци пре планираног рока. Само мала количина мермера извађена икада је стигла до завршног млина. Износ одбијања заснован је на скраћеним изјавама које је дао председник компаније ЈФ Маннинг. У јуну 1914. године Маннинг је проценио да месечно вади 80,000 sq ft (7,4322 m2) би дао 12,000 sq ft (1,1148 m2) на 15,000 sq ft (1,3935 m2) прихватљивог мермера. 1915, Маннинг је изјавио да је понекад мање од 10% каменолома мермера испоручено на Меморијално место. Након што су испоручени на место млина, мермерни блокови осим стубова однесени су у продавницу 3 након што су их резали у више комада жицом и тестерама у једном од два млина. Тестера за жице и 20 од 30 тестера за банде резали су ништа осим меморијалног мермера 24 сата дневно у мају 1914. године. Мермер за 38 стубова натоварен је испред продавнице 4. Свака колона састојала се од 11 бубњева и горњег дела, а сваки од 418 мермерних бубњева одлазио је у моду више од 18 сати.

#### Период: 1916 до 1921
Попрсје је дошло једва месец дана након коначне испоруке мермера из јуна 1916. за Линколн Мемориал, када је компанија 18. јула 1916. прешла у пријем и престала са радом 15. априла 1917. Попрсје је узроковано многим факторима као што су губитак обучених занатлија рођених у иностранству који су се вратили у родну земљу да би се борили у Првом светском рату и пад потражње за мермером који је изазвао рат. Али главни узрок је био огроман дуг настао развојем интегрисане операције током 1905-1907. Иако је каменолом примио пуно уговора и неке веома уносне, операција (каменолом, место млина и железница) никада није донела довољно профита да исплати почетна средства. Коначно располагање каменолома није завршено до 4. априла 1921. због различитих група које су се бориле за имовину.
Град је нагло опао на 50 становника у 1920. години према попису 1920. године. Банка се затворила 1918. године као и преостале новине. Последњи воз напустио је Мрамор 1918.

#### Препород: 1922. до 1941
Из банкрота у априлу 1921. операција је била у много мањем обиму него пре распада из 1917. године. Изнесени износ увелико је смањен и доживео је неколико флуктуација у производњи и променама код оператора. Срећа града је такође падала и падала са флуктуацијом мермера што се одразило на промене броја становника попевши се на 600 до 1926, 550 као 1930, а затим се спустио на 175 до 1933, са порастом на 225 из 1939 и 1941.
Иако је каменолом изостао из стечаја у априлу 1921, каменолом није настављен до априла 1922. и подељеним је власништвом. Стечајна нагодба резултирала је тиме што је компанија Карара била власник каменолома и трамвајске пруге до места млина, док је Јул мермер из Колорада била власник места млина и железнице. Обе компаније су схватиле потребу за сарадњом и функционисале су као интегрисана операција, а касније су се спојиле у Консолидовану компанију Јул мермер, 24. априла 1924. Било је и других промена власника и оператора са Вермонт мермерном компанијом, преузевши од новембра 1928. године. Они су заузврат основали компанију Јул Колорадо 14. децембра 1928. која је наставила са гашењем крајем 1941.

##### Гробница непознатих: 1930. до децембра 1931
Гроб од незнаног мермера вађен је у седам комада у четири слоја; капа, матрица, база и под база ( постоље ) из Куарри 3 на 125 ft (38 m) испод отвора од почетка 1930. до јануара 1931. Капа је изложена при првом покушају, док је база захтевала три покушаја. (Нема података о каменолому постоља). Умирање 75 мушкараца током једне године и три покушаја све док 56-тонски (55,86 метрички) блок није изашао из каменолома крајем јануара 1931. Када је блок исечен са планине, тежио је 124 тоне (123,69 метричких вредности). Затим је доведена жичана тестера да би се блок смањио на 56 тона (55,68 метричких вредности). Због тежине, Вермонт Мраморна компанија послала је у каменолом специјалну дизалицу која је била армирана и јако ојачана. Почетно подизање било је довољно само да очисти под каменолома да би блок могао да виси 15 минута, док се дизач прегледавао због појаве стреса. Једном када су изашли из каменолома, путовање до Марбле-а трајало је четири дана, док је блок матица стигао на место млина 3. фебруара 1931. године. Дана 8. фебруара, блок је отпремљен у Вермонт ради резања до крајњих димензија и резбарења пиластра и рељефа . Посао је завршен у септембру, а истог месеца стигао је на национално гробље Арлингтон . Монтажа је започела у септембру, али након постављања основног дела откривене су несавршености које су заустављале посао док није добијена замена. Учињена су три покушаја пре него што је прихватљив комад изведен. У децембру је стигла замена, а монтажа је завршена 31. децембра 1931. Након тога уследили су радови резбарења на блоку матица браће Пицирили (који су такође изрезбарили статуу Линколна за Линколн Мемориал) под надзором кипара гроба Вилиама Худсона Јонеса. Када је монтажа гробнице завршена 9. априла 1932. године, структура је имала следеће димензије.
| Ниво                | Дужина               | Ширина             | Висина             | Кубична област           | Тона                    |
| ------------------- | -------------------- | ------------------ | ------------------ | ------------------------ | ----------------------- |
| Капа                | 12.75.4 "(3.794 м)   | 6.9-инча (1.998 м) | 0,388 м            | 100,69 cu ft (2,851 m3)  | 8,56 (8,538 метрика)    |
| Умрети (каменоломи) | 14.2-инча (4.267 м)  | 2.255 м            | 6.0 -0 "(1.828 м)  | 621,6 cu ft (17,60 m3)   | 56 (55,86 метрички)     |
| Умри (завршено)     | 12.7-3.0 "(3.733 м)  | 6'-6,4 "(1.991 м)  | 5'-2.1 "(1.577 м)  | 385,43 cu ft (10,914 m3) | 32,76 (32.678 метрички) |
| База                | (4.216 м)            | (2.435 м)          | 1,81 "(0,586 м)    | 198,64 cu ft (5,625 m3)  | 16,88 (16.837 метрички) |
| Под база            | (4.531 м) 14'-10.4 " | 9.7-инча (2.748 м) | 1'-10,9 "(0,581 м) | 255,81 cu ft (7,244 m3)  | 21,74 (21.685 метрички) |

једна метричка тона је 5 килограма више од једне стандардне тоне
а; 52,84 тона (52,770 метрички) је израчуната тежина из три димензије, док је 56 тона наведено.

#### Период: 1941 до 1988
Иако је постојала нешто повећана активност у касним тридесетима, Други светски рат се наизглед завршио. 1942 године место млина је раздвојено и пруге уклоњене. Нада за обновљеном потражњом мермера није се догодила након завршетка Другог светског рата. Каменолом је седео у празном ходу, а унутрашњост се напунила водом.
Град је такође одбио, али је имао неки препород. Затварање каменолома и поплава 1941. године довели су до смањења становништва на око 30 људи и затварања поштанског уреда 1943. године. Након што се рат завршио и поплава 1945. године, више људи се иселило оставивши само Терезу Херман (учитељицу у школи). Становништво је оживело са 26 регистрованих гласача 1956. године, повећавајући се за 2011. годину, око 110 становника.

#### Препород: 1988. до данас
1988. године, нафташ из Денвера, Стаци Дунн и још један сарадник, покренули су поновно отварање каменолома формирајући нову мермерну компанију Колорадо-Јул. Г. Дун је, међутим, погинуо у саобраћајној несрећи пре отварања. Повратак каменолома у радно стање захтевао је испумпавање милиона литара воде међу осталим поправкама. 15. септембра 1990. у Мрамор је стигао први мермерни блок који је изашао из каменолома од 1941. године. У камиону је возио Елмер Баир, возач електричног трамваја из 1931. године, који је у фебруару 1931. срушио тело каросерије за Гробницу непознатог војника. Али као што је то случај са оригиналном мермерном компанијом Колорадо-Јул пре 80 година, нова компанија је банкротирала 1997. године. Од тог времена дошло је до неколико промена оператера.
| Од   | До     | Оператор |
| ---- | ------ | --- |
| 1997 | 1999   | Стоне Стоневоркс (Енглеска)                                                                                 |
| 1999 | 2004   | Рек Лоесби (Сиера Минералс), који је учествовао у формирању Колорадо Јул мермерне компаније, али се повукао |
| 2004 | Поклон | Колорадо Стоне Куарриес Инц. (Америка)                                                                      |

Од 1988. Мраморни Колорадо је место годишњег кипарског симпозија. Овим симпозијима присуствују професионални и аматерски вајари из САД и страних земаља. Ови симпозији користе мермер са ове планине.
Данас само неколико људи од 110 или више стално запослених чине 15-20 каменолома . Град добија месечну најамнину од компаније за производњу каменолома да користи део простора старог млина (Западна 3. улица и Кристална река)да чувају каменоломе док се не испоруче купцима.

## Замените вс поправку: Гробница непознатих
Убрзо након што је монтажа Гробнице завршена 9. априла 1932. године, пукотине су се развиле у главном блоку (венци, грчке фигуре и натпис) и временом су се дуже повећавале. Пукотине су биле попуњене 1974 и 1989. До 1990. године Национално гробље у Арлингтону (АНЦ) проучавало је опције, укључујући замену оштећеног блока. АНЦ је 15. августа 2006. припремио споразум о замени оштећеног мермера 
Док је АНЦ проучавао ситуацију, замену оштећеног мермера обезбедио је Георге Хаинес, пензионисани предузетник и трговац аутомобилима у Гленвод Спрингсу у Колораду . У септембру 2002. године прочитао је да се посада каменолома „спремала да тражи и замени мермер гроба и да (Ветеранска управа) и Арлингтон прихватају понуде за замену комада“. С тим је решио да плати 31.000 долара за заменини блок. Надзорник националног гробља Арлингтон, Јохн Метзлер, затражио је писмо о донацији и једно је послато. Господин Хаинес је такође организовао бесплатан превоз до националног гробља Арлингтон. 2003. године пронађен је потенцијални блок и почео је вађење камена. Да би снимио активност, Рон Баилеи је фотографирао догађај. Кад се блок ослободио с планине, пронађене су несавршености па је блок одбачен. Срце блока коришћено је за статуу председника Џорџ Х. В. Буш . Још једна потрага започела је беспрекорним блоком каменолома и срушена за магацински простор у Мермеру 2005. године. Од 2005. године, блок је остао на истој жутој приколици с равном платформом у северозападном углу дворишта због резервног противљења. 
Опозиција замене блока је расла и укључивале су се такве групе као што је Национални фонд за историјску заштиту . 26. септембра 2007. Сенат је усвојио преправку Акака-Вебб  за забрану замене испуцалог мермерног гроба. 26. јуна 2009. године, војска и АНЦ објавили су да ће гробница бити поправљена. Поправке из априла 2010. нису успеле после два месеца и обновљене су у септембру 2011. године. Инспекција армијског инжењерског корпуса и други стручњаци 21. октобра 2011. године прогласили су поправку успешном.

## Приступ каменолому
Пошто се ради о руднику, повремени посетиоци нису дозвољени. Међутим, мермерни комади су доступни за куповину.

## Конструкције са Јул мермером
Делимична листа структуре које садрже Јул мермер, 1905. до 1941. године, из каменолома започете од стране Колорадо-Јул мермерне компаније. Капитал државе Колорадо био је уговор из 1895. године са каменоломом Јохн Осгоод. Износ долара након назива зграде је количина мермера. Мермер се кретао од једног предмета (као што је фонт за крштење који је сада у бискупској цркви у Гленвоод Спрингсу у Колораду) до целих екстеријера.

| Стање                | Локација        | Структура                                                                                           | Слика | Година | Напомене                                                                           |
| -------------------- | --------------- | --------------------------------------------------------------------------------------------------- | ----- | ------ | ---------------------------------------------------------------------------------- |
| Аризона              | Кингман         | Кућа округа Мохаве                                                                                  |       |        |                                                                                    |
|                      | Феоникс         | Адам'с Хотел                                                                                        |       |        | Трошак мермера: $2,500                                                             |
| Аркансо              | Хот Спрингс     | Рамелсбург Батхоусе                                                                                 |       |        | Трошак мермера: $9,500                                                             |
|                      | Литл Рок        | Зграда државног капитала у Аркансасу                                                                |       |        |                                                                                    |
| Калифорнија          | Лос Анђелес     | Атлетски клуб из Лос Анђелеса                                                                       |       |        | Трошак мермера: $4,800                                                             |
|                      |                 | Банкерс Труст Буилдинг                                                                              |       |        | Трошак мермера: $200,000                                                           |
|                      |                 | Буилдинг Ассоциатион                                                                                |       |        |                                                                                    |
|                      |                 | Државна банка грађана                                                                               |       |        |                                                                                    |
|                      |                 | Сајам округа Лос Ангелес                                                                            |       |        |                                                                                    |
|                      |                 | Зграда Хералд Екаминер-а                                                                            |       |        |                                                                                    |
|                      |                 | Изградња вјерности                                                                                  |       |        |                                                                                    |
|                      |                 | Годфеллов Офице Буилдинг                                                                            |       |        |                                                                                    |
|                      |                 | Хелман Натионал Банк                                                                                |       |        | Трошак мермера:$6,000                                                              |
|                      |                 | Продавци ватроотпорне зграде                                                                        |       |        |                                                                                    |
|                      |                 | Трговци Национална банка                                                                            |       |        | [ тражи се извор ]                                                                 |
|                      |                 | Мерит Буилдинг                                                                                      |       |        | Трошак мермера: $50,000                                                            |
|                      |                 | Панаамеричка зграда                                                                                 |       |        |                                                                                    |
|                      |                 | Резиденција Јудсон Д. Ривер (камин мантел)                                                          |       |        |                                                                                    |
|                      |                 | Тринити Аудиториум                                                                                  |       |        |                                                                                    |
|                      | Окланд          | Трибуне Буилдинг                                                                                    |       |        |                                                                                    |
|                      | Паседина        | Капела за шуме и крема                                                                              |       |        | Трошак мермера: $10,000                                                            |
|                      |                 | Меморијална болница Хунтингтон                                                                      |       |        |                                                                                    |
|                      |                 | Пасадена пошта                                                                                      |       |        | Трошак мермера:$25,000                                                             |
|                      |                 | Федерална зграда                                                                                    |       |        |                                                                                    |
|                      | Сан Франциско   | Америцан Марбле & Титле Цо.                                                                         |       |        |                                                                                    |
|                      |                 | Градска скупштина                                                                                   |       |        |                                                                                    |
|                      |                 | Ирвине Сарцопхагус                                                                                  |       |        |                                                                                    |
|                      |                 | Градска зграда                                                                                      |       |        |                                                                                    |
|                      |                 | Саинт Францис Хотел                                                                                 |       |        |                                                                                    |
|                      |                 | Зграда под-државне благајне                                                                         |       |        | Трошак мермера:$21,000                                                             |
|                      |                 | Тринити Нататориум                                                                                  |       |        |                                                                                    |
|                      | Сан Симеон      | Хеарст Мансион                                                                                      |       |        |                                                                                    |
|                      | Стејтвајд       | 40 Школске зграде                                                                                   |       |        |                                                                                    |
| Колорадо             | Денвер          | Бартх Маусолеум                                                                                     |       |        |                                                                                    |
|                      |                 | Броадваи Банк                                                                                       |       |        |                                                                                    |
|                      |                 | Зграда животног осигурања Цапитол-а                                                                 |       |        |                                                                                    |
|                      |                 | Цхесман Мемориал                                                                                    |       |        | [ 43 ]                                                                             |
|                      |                 | Градска и жупанијска зграда                                                                         |       |        |                                                                                    |
|                      |                 | Colorado National Bank                                                                              |       |        | Трошак мермера:$85,000                                                             |
|                      |                 | Зграда капитала државе Колорадо                                                                     |       |        | Мермер из каменолома Осгоод                                                        |
|                      |                 | Државни музеј Колорадо                                                                              |       |        | Трошак мермера:$118,200                                                            |
|                      |                 | Даниелс &amp; Фисхер Товер                                                                          |       |        |                                                                                    |
|                      |                 | Денвер Гас & Елецтриц                                                                               |       |        |                                                                                    |
|                      |                 | Пошта у Денверу                                                                                     |       |        | Трошак мермера: $533,000                                                           |
|                      |                 | Емпире Буилдинг                                                                                     |       |        |                                                                                    |
|                      |                 | Банка Федералних резерви                                                                            |       |        |                                                                                    |
|                      |                 | Фитзсимонс Арми Хоспитал                                                                            |       |        |                                                                                    |
|                      |                 | Фостер Буилдинг                                                                                     |       |        | Трошак мермера:$20,000                                                             |
|                      |                 | Хамилтон Натионал Банк                                                                              |       |        | Трошак мермера:$20,000                                                             |
|                      |                 | Катедрала Безгрешног зачећа                                                                         |       |        |                                                                                    |
|                      |                 | Метрополитан Буилдинг                                                                               |       |        |                                                                                    |
|                      |                 | Нова царинарница                                                                                    |       |        |                                                                                    |
|                      |                 | Стара царинарница                                                                                   |       |        |                                                                                    |
|                      |                 | Пионеер Буилдинг                                                                                    |       |        |                                                                                    |
|                      |                 | Хотел Саинт Јамес                                                                                   |       |        |                                                                                    |
|                      |                 | Позориште Шуберта (ака Денхам Тхеатре)                                                              |       |        | Трошак мермера:$22,000                                                             |
|                      |                 | Симес Буилдинг                                                                                      |       |        |                                                                                    |
|                      |                 | Спомен-трезор Тхатцхер-а                                                                            |       |        |                                                                                    |
|                      |                 | Унион Статион                                                                                       |       |        | Трошак мермера:$10,000                                                             |
|                      | Гленвуд Спрингс | Државна банка грађана                                                                               |       |        | Трошак мермера: $899                                                               |
|                      |                 | Федерална зграда (спрат)                                                                            |       |        |                                                                                    |
|                      |                 | Таилор Маусолеум                                                                                    |       |        |                                                                                    |
|                      | Грили           | Пошта                                                                                               |       |        |                                                                                    |
|                      | Гунисон         | Пошта                                                                                               |       |        |                                                                                    |
|                      | Ла Јунта        | Пословна зграда Санта Фе                                                                            |       |        | Трошак мермера:$3,550                                                              |
|                      | Марбл           | Средња школа                                                                                        |       |        |                                                                                    |
|                      |                 | Крсни крстионица, Црква Светог Павла                                                                |       |        | Сада је инсталирана у Епископској цркви Светог Барнабе, Гленвоод Спрингс, Колорадо |
|                      |                 | Мантел & овермантел, Клуб кућа за дечаке Ст Паул-а                                                  |       |        |                                                                                    |
|                      | Пуебло          | Хотел Ваил                                                                                          |       |        | Трошак мермера: $2,182                                                             |
| Дистрик оф Колумбија |                 | Барнес Хоспитал                                                                                     |       |        | Трошак мермера:$15,000                                                             |
|                      |                 | В. Сели Хутцхинсон                                                                                  |       |        | Трошак мермера: $1,619                                                             |
|                      |                 | Линколн Мемориал                                                                                    |       |        | Трошак мермера:$1,080,000                                                          |
|                      |                 | Изградња поверења у некретнине                                                                      |       |        | Трошак мермера:$5,540                                                              |
|                      |                 | Меморијални камен у Колораду, споменик Вашингтону                                                   |       |        |                                                                                    |
| Идахо                | Поцатело        | Пошта и судница                                                                                     |       | 1911   |                                                                                    |
| Илинои               | Чикаго          | Фиелд Буилдинг                                                                                      |       |        |                                                                                    |
|                      |                 | Отис Буилдинг                                                                                       |       |        |                                                                                    |
|                      |                 | Росехилл Маусолеум                                                                                  |       |        | Трошак мермера: $50,000                                                            |
|                      |                 | Телефонска зграда                                                                                   |       |        | Трошак мермера:$76,000                                                             |
| Индиана              | Круфорд         | Давис Маузолеј                                                                                      |       |        |                                                                                    |
|                      | Евансвил        | Прва национална банка                                                                               |       |        |                                                                                    |
|                      | Мароко          | Маузолеј                                                                                            |       |        | Трошак мермера:$8,000                                                              |
|                      | Соут бенд       | Студебакер Буилдинг                                                                                 |       |        |                                                                                    |
| Ајова                | Давенпорт       | Хотел Давенпорт                                                                                     |       |        | Трошак мермера: $30,000                                                            |
|                      | Смитхланд       | Рице Томб                                                                                           |       |        | Трошак мермера: $10,000 (120,000 lbs.)                                             |
| Кансас               | Инденпеденс     | Пошта суда                                                                                          |       |        | Трошак мермера:$3,000                                                              |
|                      | Вичита          | Јавна библиотека                                                                                    |       |        | Трошак мермера:$2,000                                                              |
|                      | Винфилд         | Маузолеј                                                                                            |       |        |                                                                                    |
| Кентуки              | Падука          | Маузолеј                                                                                            |       |        | Трошак мермера: $7,000                                                             |
| Луисиана             | Шревпорт        | Комерцијална национална банка                                                                       |       |        | Трошак мермера:$12,500                                                             |
| Машачутест           | Камбриџ         | Библиотека Виденер, Универзитет Харвард                                                             |       |        |                                                                                    |
| Мичиген              | Детроит         | Пословна зграда - 43 приче                                                                          |       |        |                                                                                    |
| Минесота             | Минеполис       | МцКнигхт Буилдинг                                                                                   |       |        | Трошак мермера: $18,582                                                            |
| Мисури               | Индепенденце    | Аудиториум - Христова заједница ака Реорганизована црква Исуса Христа светаца последњих дана (РЛДС) |       |        |                                                                                    |
|                      | Кансас Сити     | Цхамберс Оффице Буилдинг                                                                            |       |        | Трошак мермера:$10,000                                                             |
|                      |                 | Маузолеј заједнице                                                                                  |       |        |                                                                                    |
|                      |                 | Риалто Буилдинг                                                                                     |       |        | Трошак мермера: $28,000                                                            |
|                      | Саинт Лоуис     | Немачко-амерички институт                                                                           |       |        |                                                                                    |
|                      |                 | Немачка штедионица                                                                                  |       |        |                                                                                    |
|                      |                 | Монвард Реалти Буилдинг                                                                             |       |        | Трошак мермера: $30,000                                                            |
| Монтана              | Билингс         | Монтана Повер Хоусе                                                                                 |       |        |                                                                                    |
|                      | Хелена          | Монтана Стате Цапитол                                                                               |       |        |                                                                                    |
|                      | Грит Фалс       | Раинбов Хотел                                                                                       |       |        |                                                                                    |
|                      |                 | Уједињена штедња и поверење                                                                         |       |        |                                                                                    |
| Небраска             | Брокен Бов      | И.О.О.Ф. Зграда                                                                                     |       |        |                                                                                    |
|                      | Колумбус        | Еванс Хотел                                                                                         |       |        | Трошак мермера:$10,000                                                             |
|                      | Грилеј          | Кућа округа Греелеи                                                                                 |       |        |                                                                                    |
|                      | Хастингс        | Масонски храм                                                                                       |       |        | Трошак мермера:$1,125                                                              |
|                      | Линколн         | Бенцрофт Вард Сцхоол Универзитет у Небраски у Линцолну                                              |       |        |                                                                                    |
|                      |                 | Цхаплин Буилдинг                                                                                    |       |        |                                                                                    |
|                      |                 | Линколн Хигх Сцхоол                                                                                 |       |        | Трошак мермера:$23,500                                                             |
|                      | Омаха           | Зграда метроа Брандеис                                                                              |       |        |                                                                                    |
|                      |                 | Кућа округа округа Доуглас                                                                          |       |        | Трошак мермера: $111,000                                                           |
|                      |                 | Хотел Фонтенелле                                                                                    |       |        |                                                                                    |
|                      |                 | Капела за шуме и крематоријум                                                                       |       |        |                                                                                    |
|                      |                 | Унион Пацифиц Буилдинг                                                                              |       |        | Трошак мермера:$25,000                                                             |
|                      |                 | Маузолеј западног травњака                                                                          |       |        | Трошак мермера:$104,000                                                            |
|                      |                 | Воодмен оф тхе Ворлд Буилдинг                                                                       |       |        | Трошак мермера:$64,000                                                             |
|                      | Сант Паул       | Кућа округа Ховард                                                                                  |       |        | Трошак мермера:$10,000                                                             |
|                      | Сиднеј          | Прва национална банка за размену                                                                    |       |        |                                                                                    |
| Њујорк               | Њу Јокр Сити    | Cambridge Буилдинг                                                                                  |       |        |                                                                                    |
|                      |                 | Правична изградња живота                                                                            |       |        |                                                                                    |
|                      |                 | Метрополитански музеј уметности                                                                     |       |        |                                                                                    |
|                      |                 | Градска зграда                                                                                      |       |        |                                                                                    |
|                      | Сиракуза        | Трећа национална банка Сиракузе                                                                     |       |        |                                                                                    |
|                      | Сцхенецтади     | Дизајн крста и печата                                                                               |       |        |                                                                                    |
| Охио                 | Белефонтаине    | Пошта                                                                                               |       |        | Трошак мермера: $707                                                               |
|                      | Цлевеланд       | Градска скупштина                                                                                   |       |        | Cost of marble: $125,000                                                           |
|                      |                 | Судница округа Цуиахога                                                                             |       |        | Трошак мермера:$500,000                                                            |
|                      | Јаивиле         | Абботтсвилле Мемориал                                                                               |       |        |                                                                                    |
|                      | Сиднеј          | Прва национална банка                                                                               |       |        |                                                                                    |
|                      | Версаилес       | Маузолеј                                                                                            |       |        | Трошак мермера: $6,000                                                             |
|                      | Востер          | Пошта                                                                                               |       |        | Трошак мермера: $777                                                               |
|                      | Иоунгстовн      | Кућа округа Махонинг                                                                                |       |        |                                                                                    |
| Орегон               | Портланд        | Бедел Буилдинг                                                                                      |       |        |                                                                                    |
|                      |                 | Прва зграда Народне банке                                                                           |       |        |                                                                                    |
|                      |                 | Северозападна национална банка                                                                      |       |        |                                                                                    |
| Оклахома             | Енид            | Средња школа                                                                                        |       |        |                                                                                    |
|                      | Тусла           | Зграда компаније Студебакер                                                                         |       |        |                                                                                    |
|                      |                 | Кућа Окружног суда Тулса (срушена)                                                                  |       |        | Трошак мермера:$4,360                                                              |
|                      |                 | Тулса Хигх Сцхоол                                                                                   |       |        |                                                                                    |
| Род Ајланд           | Провиденце      | Судница округа Провиденце                                                                           |       |        |                                                                                    |
| Соут Дакота          | Аберден         | Пошта и судница Сједињених Држава                                                                   |       |        |                                                                                    |
| Тенесе               | Мемфис          | Комерцијална заклада и штедионица                                                                   |       |        |                                                                                    |
| Тексас               | Хоустон         | Јужна пацифичка зграда (данас - Баиоу Лофтс)                                                        |       |        | Трошак мермера: $13,000                                                            |
|                      |                 | Унион Натионал Банк (данас хотел Ицон)                                                              |       |        | Трошак мермера: $1,000                                                             |
| Утах                 | Салт Лаке Цити  | Бостон Буилдинг                                                                                     |       |        |                                                                                    |
|                      |                 | Жељезничка станица Денвер и Рио Гранд / Западни Пацифик (Унион Буилдинг)                            |       |        |                                                                                    |
|                      |                 | Зграда Холмес-Кнок                                                                                  |       |        |                                                                                    |
|                      |                 | Гимназија последњих дана светаца                                                                    |       |        |                                                                                    |
|                      |                 | Невхоусе Хотел                                                                                      |       |        | Трошак мермера: $10,000                                                            |
|                      |                 | Утах Стате Цапитол                                                                                  |       |        | Трошак мермера:$167,000                                                            |
|                      |                 | Берза акција и рударства                                                                            |       |        |                                                                                    |
| Виргиниа             | Арлингтон       | Гробница непознатих (ака Гробница непознатог војник                                                 |       |        |                                                                                    |
| Вашингтон            | Сеатле          | Унион банка                                                                                         |       |        | Трошак мермера:$698                                                                |
|                      | Вала Вала       | Судска кућа                                                                                         |       |        | Трошак мермера:$10,000                                                             |
| Висцонсин            | Осхкосх         | Приватни трезор                                                                                     |       |        | Трошак мермера: $309                                                               |
| Виоминг              | Схеридан        | банка                                                                                               |       |        |                                                                                    |

## Галерија слика
- Табела: Извештава се о хемијској анализи за Јул мермера
- Графикон: Оператори каменолома Јул мермера 1884. до данас